# Hogna sanctithomasi
Hogna sanctithomasi este o specie de păianjeni din genul Hogna, familia Lycosidae. A fost descrisă pentru prima dată de Alexander Petrunkevitch în anul 1926. Conform Catalogue of Life specia Hogna sanctithomasi nu are subspecii cunoscute.